# Стівен Ерл Клеманц
Стівен Ерл Клеманц (англ. Steven Earl Clemants) — американський ботанік і віце-президент з питань науки в Бруклінському ботанічному саду. Він був випускником університету Ратґерса й Нью-Йоркського університету, тривалий час був активним членом і керівником Ботанічного товариства Торрея.

## Деякі публікації
- Clemants, S.; Gracie, C. Wildflowers in the Field and Forest: A Field Guide to the Northeastern United States. — Oxford University Press, 2006. — 445 с. — ISBN 9780195304886.